# Diégo de Prado
Pour les articles homonymes, voir Prado.
Diego de Prado y Tovar, né à Sahagún (Espagne) vers 1550 et mort en Italie vers 1645, est un cartographe et navigateur espagnol du XVIIe siècle.

## Biographie
Fils de Francisco de Prado y Tovar, maire de Sahagún et capitaine de la garde de Castille, et frère de Juan de Prado, il est connu pour avoir publié dès 1591 un Manual y plática de artillería.
À la suite des expéditions de Pedro Fernandes de Queirós, il le remplace en 1606 sur le San-Pedro, après sa mort, comme commandant d'une exploration avec Luis Vaez de Torres comme pilote en Mélanésie. Il reste quinze jours dans les eaux d'Espiritu Santo puis se dirige vers le sud-ouest où il ne trouve que des îlots. Il rentre alors à Manille puis, gagne la mer de Corail qu'il franchit, longe la côte sud de la Nouvelle-Guinée, s'engage dans le détroit qui deviendra plus tard le détroit de Torres et atteint vraisemblablement le cap York en Australie.
Parvenant aux Moluques, il visite l'île de Ternate où il sauve le gouverneur espagnol de la population en révolte. Il rentre ensuite à Manille où le navire est désarmé.